# أكسل بولسين
أكسل بولسين (بالدنماركية: Axel Poulsen)‏ هو نحات دنماركي، ولد في 1 ديسمبر 1887 في كوبنهاغن في الدنمارك، وتوفي بنفس المكان في 22 أغسطس 1972.